# Rhizopsammia verrilli
Espèce
Statut CITES
Rhizopsammia verrilli est une espèce de coraux appartenant à la famille des Dendrophylliidae.